# Repetobasidium canadense
Repetobasidium canadense är en svampart som beskrevs av J. Erikss. & Hjortstam 1981. Repetobasidium canadense ingår i släktet Repetobasidium, klassen Agaricomycetes, divisionen basidiesvampar och riket svampar.   Inga underarter finns listade i Catalogue of Life.